# صيد السمك بالتفجير

الصيد بالتفجير أو الصيد بالديناميت هو أحد أنواع الصيد غير المشروع يُمارس باستخدام متفجرات لقتل اوصعق مجموعات الأسماك لسهولة جمعها.
هذه الممارسة غير القانونية تؤدي في كثير من الأحيان إلى تدمير النظام البيئي، وغالبا ما يدمر الانفجار الموائل (مثل الشعاب المرجانية). إن هذه الطريقة تكون في كثير من الأحيان خطرة على الصيادين وتؤدي إلى حوادث وإصابات.
على الرغم من حظرها، فإن هذه الطريقة ما زالة ممارسة بشكل واسع في جنوب شرق آسيا، وكذلك في بحر إيجة وبلدان أفريقيا الساحلية.
تعود هذه الطريقة في الفلبين إلى ما قبل الحرب العالمية الأولى، وافاد تقرير عام 1999 بأن نحو 70000 صيادا (12 في المائة من الصيادين في الفلبين) ينخرطون في هذه الممارسة حتى تلك السنة.وذلك بسبب صعوبة ضبط السواحل الطويلة الفلبينية 36289 كيلومتر. وذلك لان هذه الطريقة مربحة وسهلة وآنية وأيضا بسبب لا مبالاة أو فساد المسؤولين المحليين
وغالبا ما يستخدم الديناميت الرخيص والقنابل البدائية وتصنع باستخدام قنينة زجاجية مع طبقات من مسحوق نترات البوتاسيوم والحصى أو نترات الامونيوم وخليط الكيروسين.
هذه القنابل قد تنفجر قبل الأوان دون سابق إنذار، وقد ظهرت حوادث ادت إلى جرح أو قتل اشخاص استخداموها، أو من المارة الأبرياء. وتؤدي التفجيرات أيضا إلى تدمير البيئة الطبيعية في المناطق المجاورة.

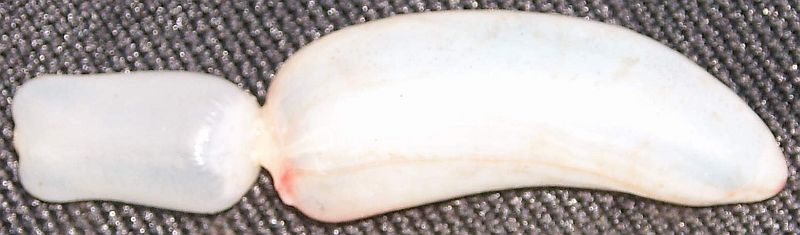
الكيس الغازي

موجة التفجير التي تحدث تحت الماء تؤدي أيضا إلى انفجار الكيس الغازي الذي تستعمله الاسماك للمحافظة على عمقها في المياه بالنسبة للاسماك البعيدة أيضا